# Ангарський (Красноярський край)
Анга́рський (рос. Ангарский) — селище в Богучанському районі Красноярського краю Росії. Розташоване на березі річки Ангари.

## Історія поселення
Засноване переселенцями, насильно вивезеними у часи радянських політичних репресій. Місце розташування Ангарського обумовлене наявністю природних ресурсів, а саме — деревини, яку каторжники вирубували в тайзі і сплавляли річкою Ангара вниз до течії Єнісея. На місці звезення деревини утворилося тимчасове поселення, яке спочатку називали рос. «Соленый ручей». У 1957 році поселення перейменували в Ангарський і утворили місцевий орган самоуправління.
В Ангарському на довічному поселенні проживав і помер священномученик Петро (Вергун), Апостольський Візитатор для українців греко-католиків Німеччини, проголошений 27 червня 2001 року блаженним Католицької Церкви.

## Населення
Зміна чисельності населення з роками представлена нижче:
| Рік            | 2010 р. | 2012 р. | 2013 р. | 2014 р. |
| -------------- | ------- | ------- | ------- | ------- |
| Кількість осіб | 2093    | 2064    | 2049    | 2008    |

## Місцеве самоуправління
- Ангарська сільська Рада депутатів

Дата обрання: 04.03.2012. Термін повноважень: 4 роки. Кількість депутатів: 10
- Голова муніципального утворення

Зиль Володимир Андрійович (рос. Зыль Владимир Андреевич). Дата обрання: 04.03.2012. Термін повноважень: 4 роки